# Fritz Bockhorn
Fritz Bockhorn (* 1871; † Mai 1942) war ein Schweizer Politiker und Unternehmer.

## Leben
Fritz Bockhorn wurde als zehntes von elf Kindern geboren und absolvierte 1887 eine kaufmännische Lehre in Zürich. Nach kurzer Zeit in Burgdorf kehrte er nach Albisrieden zurück und begann dort als Unternehmer in der Nähe des heutigen Hardplatzes Kies abzubauen und mit Grundstücken zu handeln.
Der passionierte Jäger engagierte sich auch in der Dorfpolitik: Bereits als 22-Jähriger amtierte er als Friedensrichter. Wenig später wurde er zum Gemeindeamtmann gewählt. 1901–1904 sass er für Albisrieden auch im Kantonsrat. An der Triemlistrasse 11 liess er sich ein Jugendstilhaus errichten, die «Annaburg». 1897 heiratete er Anna Wydler, die ebenso wie das erste Kind kurz nach der Geburt verstarb. 1900 heiratete er deren Schwester, Rosa (Rosina) Wydler (1880–1954). Auch deren erstes Kind starb bereits im Sommer 1901. Die 1905 geborene Alicy blieb das einzige Kind.
Um diese Zeit zählten die Bockhorn zu den beiden reichsten Familien Albisriedens. Nachdem das Kies beim Hardplatz ausgeschöpft war, liess er die Grube gegen Bezahlung mit dem in Zürich reichlich anfallenden Aushub füllen. Aufgefüllt, überwachsen und teilweise bebaut, wurde das Grundstück auf Alyce eingetragen, die es 1930 zu einem Spitzenpreis der Stadt Zürich verkaufen konnte. Dann eröffnete er weiter stadtauswärts bei der Herderen eine neue Kiesgrube. Mit seinem ausgeprägten Gespür für Spekulationen kaufte er in Albisrieden, Schlieren, Urdorf und andernorts weitere Ländereien zu günstigen Preisen. Seine Grundstücke an Zürichs Peripherie steigerten ihren Wert bis zu seinem Tod auf das Zehn- bis Zwanzigfache. Als 1905 der Maurerstreik aus Zürich auch nach Albisrieden getragen werden sollte, sorgte er für Ruhe und Ordnung. Um 1910 galt er mehr gefürchtet als beliebt und erschien in keiner politischen Funktion mehr.
1924 zog das Paar vorerst noch gemeinsam nach Lugano und nach kurzer Zeit zurück in den Kanton Zürich, nach Kilchberg.
Dass das „Frauen-Vermögen“ aus Rosas Familie erst nach ca. 30 Jahren zugewiesen war, verärgerte Bockhorn, so dass er seiner Frau testamentarisch nur eine kleine Rente zusprach. 1932 trennte er sich von seiner Frau, verliess Kilchberg, um fortan, überall im Streit mit den Steuerbehörden, immer wieder umzuziehen: 1933 nach Lugano-Massagno, von dort nach Viganello, dann nach Zug und schliesslich nach Dietlikon. Aus der Kiesgrube im Hardgrund-Areal wurde eine Kies- und Sandwerke AG, und in den vierziger Jahren figuriert dann Henry Schoch als Alleinunternehmer von weiteren Kies- und Sandwerken sowie einer Zementröhrenfabrik.
1941 brach plötzlich ein Krebsleiden aus, und Fritz Bockhorn starb im Mai des folgenden Jahres.

## Familie
Seine Tochter Alicy heiratete 1928 den vier Jahre älteren Kaufmann Henry Schoch aus Zürich, den Bockhorn in das Geschäft aufnahm. An der Restelbergstrasse 106 liess Bockhorn für das junge Paar ein Haus bauen, und er liess es auf den Schwiegersohn eintragen. Schoch erkrankte bald und war dauerhaft bettlägerig.
Infolge seines Testaments hatte seine Tochter Alicy, die 1953 von ihrem Mann aus dem Haus gejagt worden war, nach dessen Tod 1954 einen 12-jährigen Erbstreit mit dessen Bruder auszustehen; nach dem Tod ihrer Mutter 1965 stimmte sie einer Teilungsvereinbarung zu. Aus dem Vermögen gründete sie 1985 die Alice-Schoch-Bockhorn-Stiftung.